# Shibuya-AX
Shibuya–AX (jap. シブヤ–アックス Shibuya–Akkusu) – sala koncertowa w Shibuya, Tokio, w Japonii, w pobliżu Yoyogi National Gymnasium.
Jest to jedyna sala koncertowa w aglomeracji Tokio, która może pomieścić 1500 osób. Jest to popularne miejsce koncertów artystów japońskich i zachodnich.
27 września 2013 roku ogłoszono na oficjalnej stronie zakończenie działalności z dniem 31 maja 2014 roku.